# 키체보시

키체보 시의 위치

키체보시(마케도니아어: Општина Кичево, 알바니아어: Komuna e Kërçovës)는 마케도니아 공화국 서부에 위치한 지방 자치체로 행정 중심지는 키체보이며 면적은 838km2, 인구는 30,138명(2002년 기준)이다. 북서쪽으로는 마브로보 로스투샤 시, 서쪽으로는 데바르 시, 북쪽으로는 고스티바르 시, 동쪽으로는 마케돈스키브로드 시와 플라스니차 시, 남쪽으로는 데미르히사르 시, 남서쪽으로는 데바르차 시와 접한다.